# Grand Prix automobile du Canada 1972
Résultats du Grand Prix du Canada de Formule 1 1972 qui a eu lieu sur le circuit Mosport Park le 24 septembre 1972.

## Classement
| Pos  | N° | Pilote               | Voiture      | Tours | Temps/Abandon     | Grille | Points |
| ---- | -- | -------------------- | ------------ | ----- | ----------------- | ------ | ------ |
| 1    | 1  | Jackie Stewart       | Tyrrell-Ford | 80    | 1 h 43 min 16 s 9 | 5      | 9      |
| 2    | 19 | Peter Revson         | McLaren-Ford | 80    | +48 s 2           | 1      | 6      |
| 3    | 18 | Denny Hulme          | McLaren-Ford | 80    | +54 s 6           | 2      | 4      |
| 4    | 8  | Carlos Reutemann     | Brabham-Ford | 80    | + 1 min 00 s 7    | 9      | 3      |
| 5    | 11 | Clay Regazzoni       | Ferrari      | 80    | + 1 min 07 s 0    | 7      | 2      |
| 6    | 4  | Chris Amon           | Matra        | 79    | + 1 tour          | 10     | 1      |
| 7    | 22 | Tim Schenken         | Surtees-Ford | 79    | + 1 tour          | 13     |        |
| 8    | 7  | Graham Hill          | Brabham-Ford | 79    | + 1 tour          | 17     |        |
| 9    | 29 | Carlos Pace          | March-Ford   | 78    | Panne d'essence   | 18     |        |
| 10   | 15 | Howden Ganley        | BRM          | 78    | + 2 tours         | 14     |        |
| 11   | 5  | Emerson Fittipaldi   | Lotus-Ford   | 78    | + 2 tours         | 4      |        |
| 12   | 10 | Jacky Ickx           | Ferrari      | 76    | + 4 tours         | 8      |        |
| 13   | 28 | Henri Pescarolo      | March-Ford   | 73    | + 7 tours         | 21     |        |
| Abd. | 6  | Reine Wisell         | Lotus-Ford   | 65    | Moteur            | 16     |        |
| Dsq. | 26 | Niki Lauda           | March-Ford   | 64    | Disqualifié       | 19     |        |
| Dsq. | 25 | Ronnie Peterson      | March-Ford   | 61    | Disqualifié       | 3      |        |
| Nc.  | 27 | Mike Beuttler        | March-Ford   | 59    | Non classé        | 24     |        |
| Abd. | 2  | François Cevert      | Tyrrell-Ford | 51    | Boîte de vitesses | 6      |        |
| Abd. | 16 | Peter Gethin         | BRM          | 25    | Suspension        | 12     |        |
| Nc.  | 33 | Skip Barber          | March-Ford   | 24    | Non classé        | 22     |        |
| Abd. | 14 | Jean-Pierre Beltoise | BRM          | 21    | Fuite d'huile     | 20     |        |
| Abd. | 17 | Bill Brack           | BRM          | 20    | Sortie de piste   | 23     |        |
| Abd. | 11 | Wilson Fittipaldi    | Brabham-Ford | 5     | Boîte de vitesses | 11     |        |
| Abd. | 23 | Andrea de Adamich    | Surtees-Ford | 2     | Boîte de vitesses | 15     |        |

Légende :
- Abd.=Abandon

## Pole position et record du tour
- Pole position : Peter Revson en 1 min 13 s 6 (vitesse moyenne : 193,549 km/h).
- Tour le plus rapide : Jackie Stewart en 1 min 15 s 7 au 25e tour (vitesse moyenne : 188,180 km/h).

## Tours en tête
- Ronnie Peterson 3 (1-3)
- Jackie Stewart 77 (4-80)

## À noter
- 21e victoire pour Jackie Stewart.
- 10e victoire pour Tyrrell en tant que constructeur.
- 50e victoire pour Ford Cosworth en tant que motoriste.
- Niki Lauda et Ronnie Peterson sont disqualifiés pour avoir reçu de l'aide extérieure.